# Un nuevo amor (1996)
Un nuevo amor es el 11º álbum de la cantautora mexicana Daniela Romo. Producido y dirigido por Danilo Vaona, lanzado el 25 de septiembre de 1996.
Las canciones del álbum que se difundieron en la radio fueron: "Me gusta J. S. Bach", "Matame", "Un nuevo amor", "Quiero saber", "No soy ella" y "Poesías". 

## Lista de temas
1. Me gusta J. S. Bach (Daniela Romo / Danilo Vaona)
2. Un nuevo amor (Daniela Romo / Danilo Vaona)
3. Yo soy la dueña (Daniela Romo / Danilo Vaona / Federico Vaona)
4. Mátame (Daniela Romo / Danilo Vaona)
5. Una aventura (Daniela Romo / Danilo Vaona)
6. Te amaré hasta el final (Daniela Romo / Federico Vaona)
7. Las mujeres (Daniela Romo / Danilo Vaona / Federico Vaona)
8. Poesías (Daniela Romo / Danilo Vaona / Federico Vaona)
9. No soy ella (Daniela Romo / Danilo Vaona)
10. Ni contigo ni sin ti (Daniela Romo / Danilo Vaona)
11. Quiero saber (Victor Victor)